# 현시선호이론
현시선호이론은 미국의 경제학자 폴 새뮤얼슨이 개발한 이론이다. 기존의 소비자이론에서 실제로 관찰불가능한 선호, 효용 등의 개념을 버리고 단순히 시장에서 관찰가능한 소비자 행위만을 가지고 소비자 이론을 재정립하고자 만든 이론이었다. 나아가 한계대체율의 감소를 통해 무차별곡선과 수요곡선을 도출해내는 이론으로 발전했다.
현시선호의 상황이란 선택 가능한 상품 묶음 중 소비자가 어느 것을 더 좋아하는가의 정보를 알 수 있는 상황을 뜻한다. 이에 반해 소비자 이론에서의 선호는 알지 못하는 상황을 상정한다.
선택할 수 있는 상품 묶음은 한 가지이며 다음과 같은 상황을 가정, 정의한다.
{\displaystyle P_{0}X_{0}=P_{0}^{1}X_{0}^{1}+P_{0}^{2}X_{0}^{2}}
이런 상황을 직접 현시선호라고 하며 식은 다음과 같다.
{\displaystyle X^{0}DRX^{1}}, {\displaystyle X^{0}>X^{1}}
항상 임의의 상품 묶음이 두 개의 상품으로만 구성된 것은 아니다. 그러나 소비자가 일관성 있게 소비 계획을 선택한다면 간접적으로 현시선호를 파악할 수 있다. 이를 간접 현시선호라고 한다. 이때 식은 다음과 같이 표현한다.
{\displaystyle X^{0}IRX^{2}}

## 무차별 곡선의 도출
여러 가격들에 의해 소비자가 실제로 선택한 상품 묶음들이 단조성과 볼록성을 만족시키면서 {\displaystyle W}, {\displaystyle X}, {\displaystyle Y}, {\displaystyle Z}로 관찰된다고 하면 이 중 {\displaystyle X}를 만족시키는 무차별 곡선을 추론할 수 있다. 현시선호이론은 전통적인 소비자 이론과 기본적으로 동등한 성격을 띄고 있으며 소비자의 선호체계를 합리화시킬 수 있다. 이 점으로 나아가 현시선호이론에서도 무차별 곡선을 도출할 수 있다. 예산선이 주어졌을 때 소비자의 선택행위를 지속적으로 관찰함을 통해서 이 예산선 아래의 모든 점보다 현시선호된다는 것을 알 수 있다. 이런 과정을 통해 남은 부분은 무차별 곡선이 지날지 지나지 않을지 모른다는 점에서 무지의 구역이라고 부른다. 현시선호의 공리를 충족시키면서 이와 같은 선택이 반복된다면 결국 얇은 띠 모양의 구역만 남게 된다. 실제로는 이렇게 많은 관찰을 시행하고 그 결과 무차별 곡선을 도출하는 것은 불가능하다. 하지만 현시선호이론을 통해 무차별 곡선이 도출될 수 있다는 사실은 현시선호이론과 기존의 효용이론이 본질적으로 동일한 것이라는 것을 알 수 있다.

## 비판
스탠리 웡은 현시선호이론은 실패한 연구 프로그램(a failed research program)이라고 비판했다. 그의 비판에 따르면, 새뮤얼슨은 1938년 이 이론을 효용 이론에 대한 대안 이론으로 제시한 것인 반면 1950년에는 이 두 이론을 동격으로 제시하면서 오류를 범했다.
만약 사과 1개와 오렌지 1개만 있어서, 오렌지를 선택한다면, 오렌지가 사과보다 선호된다고 분명하게 말할 수 있다. 실제에서, 소비자가 오렌지를 구입할 때는, 어떤 재화나 어떤 상품 묶음 또는 행위 옵션(behavioral options)이 오렌지 1개를 구매하는 것 때문에 포기되었다고 말하기가 쉽지 않다. 이렇듯, 선호는 서수적인 효용이 전혀 나타나지 않는다.  현시선호이론에 대한 또다른 비판으로는 "'열망'(desire) 및 '추구(purpose)'와 같은 '메타심리학적인(metaphysical)' 용어 대신하기보다는"  "그 같은 용어에 operational한 정의를 내려서 입법화한 셈"이라는 것이다. 그러므로 심리학적으로는, 경제학으로서 처럼, initial하고, 매우 근본적인 operational한 사상이 주류경제학 방법론에서 우연히 "재확신된 fetish"보다 힘을 얻게 된 셈이라고 하였다.(Koch 1992, 275)" 

## 참고 자료
- Nicholson, W. (2005) Microeconomics, Thomson, Southwestern.
- Mas-Colell, A.; Whinston, M.D.; Green, J.R. (1995) "Microeconomic Theory", First Edition, New York: Oxford University Press, New York
- Samuelson, P. (1938). A Note on the Pure Theory of Consumers' Behaviour. Economica 5:61-71.
- Varian, H. (1992) Microeconomic Analysis, Third edition, New York: Norton, Section 8.7
- 서승환 (2011년 12월 27일). 《미시경제학》. 인문사.
- 이준구 (2008년 7월 20일). 《미시경제학》. 법문사. 2018년 10월 1일에 확인함.

## 같이 보기
- 소비자이론